# Hans Küng
Pour les articles homonymes, voir Küng.
Hans Küng est un prêtre catholique et théologien suisse, né le 19 mars 1928 à Sursee dans le canton de Lucerne (Suisse) et mort le 6 avril 2021 à Tübingen (Bade-Wurtemberg, Allemagne).

## Biographie
Après avoir fait des études de théologie à Rome à l'Université grégorienne, il est ordonné prêtre en 1954. Il continue ses études dans diverses universités européennes, dont la Sorbonne, à Paris où il soutient une thèse de doctorat intitulée La justification. La doctrine de Karl Barth. Réflexion catholique. En 1960, Hans Küng est nommé professeur titulaire de la chaire de théologie dogmatique et de théologie œcuménique  à l'université Eberhard Karl de Tübingen, en République fédérale d'Allemagne. Il a notamment pour collègue Josef Ratzinger (futur Benoît XVI), avec qui il participe au concile Vatican II comme théologien expert (peritus). Celui-ci cependant quitte Tübingen après les difficiles moments de 1968. Cette expérience le marquera profondément.
Au cours des années 1970, Hans Küng publie de nombreux ouvrages tout en poursuivant son enseignement et en faisant des conférences. Il publie en 1971 Infaillible ? Une interpellation, à la suite de la parution de l'encyclique Humanae Vitae du pape Paul VI (1968), qui condamnait les méthodes contraceptives utilisant des dispositifs mécaniques ou des médicaments et qui, selon lui, tournait le dos à la collégialité épiscopale définie par Vatican II. En 1978, il publie Être chrétien, qui se vendra à des milliers d'exemplaires à travers le monde , mais qui suscitera aussi la polémique.
Le 18 décembre 1979, à la suite d'un long procès doctrinal intenté par Rome et spécialement la Congrégation pour la doctrine de la foi, (concernant ses trois  livres l’Église (1967), Infaillible ? (1970) et Être chrétien (1974), et qui n’a pas apprécié que malgré sa mise en garde du 15 février 1975 il ait continué à publier sur la question de l’infaiIlibilité, il se voit retirer sa missio canonica (reconnaissance officielle par l'Église catholique qu'un professeur est habilité à enseigner la théologie et à participer à la collation des grades universitaires catholiques).
Cependant le président de l'Université Eberhard Karl de Tübingen trouve une solution en détachant de la faculté catholique l’« Institut des recherches œcuméniques » dont  Hans Kung peut rester professeur de théologie œcuménique et directeur. Il peut alors continuer à enseigner et faire de la recherche sans avoir à faire passer des examens. Il ne perd que sa chaire de théologie dogmatique.
De 1960 à sa retraite en 1996, Hans Küng aura enseigné la théologie dogmatique et la théologie œcuménique.
Hans Küng meurt à 93 ans, le 6 avril 2021 à Tübingen,.
Très médiatique, ses nombreux livres écrits en allemand ont été traduits en français dès leur parution. En Allemagne comme en France, il a commencé par publier chez des éditeurs catholiques auxquels il aurait voulu rester fidèle, mais à la suite de ses conflits avec Rome, au début milieu des années 1970, qui a fait pression sur ses éditeurs, il a dû se tourner vers des éditeurs laïques (Piper en Allemagne et Le Seuil en France).

## Le Weltethos
Hans Küng se voue depuis 1993 à la fondation nommée Weltethos (Tübingen et Zurich). Il définit l'ethos comme l'attitude morale fondamentale de l'homme. Elle cherche à développer et renforcer la coopération entre les religions, au-delà d'une vague reconnaissance de valeurs communes. Il cherche particulièrement à lancer de véritables initiatives pratiques en vue de la paix et du développement. On peut consulter son site qui inclut la déclaration pour une éthique planétaire. Cet engagement a valu à Hans Küng de recevoir le Prix Niwano de la paix en 2005. Concernant la création du Parlement des Religions qui s'est réuni à Chicago aux États-Unis, Hans Küng soutient que l’éthique dont il est question en parlant des religions est « loin de constituer un effort de réduction à un minimalisme éthique, elle découvre plutôt ce que les religions du monde partagent déjà comme minimum d’éthique commun. Elle n'est aucunement un reproche adressé à quiconque : elle invite plutôt les croyants et non-croyants à faire leur cette perspective, et à s'en inspirer ». Le 5 avril 1996, Hans Küng et Paul Ricœur, philosophe français protestant, ont un débat intéressant autour du Manifeste pour une éthique planétaire de Hans Küng.

## Une position critique envers la hiérarchie catholique
En 1995, lors de la publication de l'encyclique Evangelium Vitæ (sur la valeur et l'inviolabilité de la vie humaine) de Jean-Paul II, Hans Küng accuse ce pape d'être « un dictateur spirituel voulant détruire la liberté de conscience », de vouloir faire taire les dissidents dans son Église et d'imposer sa morale au reste du monde.
Hans Küng dit en 2003 chercher une « réconciliation pragmatique » avec Rome. Le cardinal Karl Lehmann, de Mayence, déclare alors à la presse que son attitude est une « remarquable expression de bonne volonté » et annonce son intention d'intervenir à ce sujet auprès de la Congrégation pour la doctrine de la foi.
En septembre 2003, il publie un article dans Le Monde des religions pour affirmer que la repentance de l'an 2000 est un geste médiatique qui n'a pas été suivi d'actes majeurs tendant à la concrétiser.
Le 7 avril 2005, après la mort de Jean-Paul II, il dresse une analyse de son pontificat, qui restera selon lui « comme une grande espérance déçue et, finalement, comme un désastre », et aura plongé l'Église « dans une crise qui fera date[pas clair] ». Inquiet de l'élection du cardinal Josef Ratzinger comme pape sous le nom de Benoît XVI, il est reçu par ce dernier à Castel Gandolfo le 24 septembre 2005. Si les deux hommes ont des positions théologiques différentes, le cardinal Ratzinger déclare en 1988 : « Nous considérons tous les deux les différences entre nos positions théologiques comme légitimes et nécessaires au progrès de la pensée, et elles n'entravent en rien notre sympathie mutuelle et notre capacité de collaborer à travers elles». Leur conversation s'était focalisée sur l'ouvrage récent de Hans Kung "Weltethos" . Benoît XVI a souligné à cette occasion : « l'effort du professeur Küng pour contribuer à une reconnaissance renouvelée des valeurs morales essentielles de l'humanité à travers le dialogue des religions et dans la rencontre avec la raison séculière ».
À l'annonce de la publication de la constitution apostolique Anglicanorum Coetibus permettant la création de prélatures accueillant des groupes anglicans traditionalistes au sein de l'Église catholique, Hans Küng publie comme ancien professeur de l'Institut de recherches œcuméniques de Tübingen un article dans différents journaux européens, dans lequel il considère cette constitution apostolique comme l'« enterrement » d'années de travail vers l'œcuménisme. Le lendemain, Gian Maria Vian, rédacteur en chef de L'Osservatore Romano, considérera, lui, que Hans Küng se trouve « fort loin des réalités ».
Hans Küng se réjouit de l'encyclique Deus caritas est publiée en 2005, et notamment de la réflexion de Benoît XVI sur l’éros et l’agapè. Au lendemain de l'élection du pape François, il a affirmé que c'était le « meilleur choix possible ». Il a déclaré se réjouir d’avoir reçu une réponse personnelle du pape François sur le dogme de l’infaillibilité du pape, un de ses combats conflictuels avec Rome de toujours, acceptant un espace de discussion libre sur ce sujet.

## Œuvres
- La justification. La doctrine de Karl Barth. Réflexion catholique [« Rechtfertigung. Die Lehre Karl Barths und eine katholische Besinnung »] (trad. de l'allemand par Henri Rochais et dom Jean Evrard) (thèse de doctorat, 1957), Paris, Desclée de Brower, coll. « Textes et Études théologiques », 1965 (1re éd. Johannes-Benzinger, 1957)
- Concile et Retour à l’unité : Se rénover pour susciter l'unité [« Konzil und Wiedervereinigung. Erneuerung als Ruf in die Einheit »] (trad. Jean Evrard et Henri Rochais, préf. cardinal Liénart), Paris, Cerf, coll. « Unam Sanctam » (no 36), 1961 et 1962 (1re éd. Herder, 1960), 184 p.
- Le Concile, épreuve de l'Église [« Kirche im Konzil »] (trad. de l'allemand par Maurice Barth), Paris, Seuil, 1963, 230 p. — Deuxième édition augmentée d'un chapitre sur les résultats de la 2e session et suivie du texte de la constitution sur la liturgie
- Structures de l'Église [« Strukturen der Kirche »] (trad. de l'allemand par Henri Rochais et Jean Evrard), Paris, Desclée de Brower, 1964 (1re éd. Herder, 1962)
- Pour que le monde croie : Lettres à un jeune homme (trad. Rochas et Evrard), Paris, Éditions du Cerf, coll. « L'Eau vive », 1964
- Liberté du chrétien (trad. Jean Evrard et Henri Rochais), Paris, Éditions du Cerf, coll. « Foi vivante », 1967 (réimpr. 1991)
- Méditations théologiques (dir.), Paris, Éd. Desclée de Brower, 1967-1972
- Être vrai. L'avenir de l'Église, Paris, Éd. Desclée de Brower, 1968 et L’Église assurée dans sa vérité ? Trad. Fr. Charles Chauvin, Paris, éd. du Seuil, 1980 et 1995 (Titre original Wahrhaftigkeit)
- L'Église, trad.fr. Jean Evrard et Henri Rochais, Paris, Éd. Desclée de Brouwer, 1968. (Titre original : Die Kirche, Herder 1965 et avril 1967)
- Être vrai (trad. Henri Rochais), 1968
- Infaillible ? Une interpellation. Trad. fr. Henri Rochais, Paris, Éd. Desclée de Brouwer, 1971. Nouvelle édition augmentée  avec une  nouvelle préface de Herbert Haag. Infaillible ? Une question non résolue, édition de poche 1989. (Titre original : Unfehlbar ? Eine Anfrage, 18 mai Ed. Benzinger 1970. Nouvelle édition augmentée avec une  nouvelle préface de Herbert Haag, Unfehlbar  ? Eine unerledigte Anfrage, série Piper, 1989)
- Faillible ? Un bilan, 1973. (Titre original Fehlbar ? Eine Bilanz, Benzinger 18 juillet 1970 et 1973)
- Incarnation de Dieu : introduction à la pensée théologique de Hegel comme prolégomènes à une christologie du futur,  trad. Elisabeth Galichet et Catherine Haas-Smets, Paris, Desclée de Brower, 1973, 722 p. (Titre original Menschwerdung Gottes, éd. Herder 1970),
- Prolégomènes à une théologie à venir, 1970
- L'homme, la souffrance et Dieu, Paris, Éd. Desclée de Brower, 1971
- Prêtre, pour quoi faire ? Juillet 1971 éd Benzinger et Paris, Ed. du Cerf - Desclée de Brower, 1971, 128 pages, et 1990
- Être chrétien [« Christ sein »] (trad. de l'allemand par Henri Rochais et André Metzger), Paris, Le Seuil, 1978 (1re éd. Piper, 1974), 793 p. (ISBN 2-02-004843-4) — Réédition en 1994, 800 p.,  (ISBN 2-02-022070-9)
- Vingt propositions de "Être chrétien", août 1975 , trad. Paris, Ed. du Seuil, 1979
- Jésus, trad. fr. Paris, Le Seuil, 1978, 2014, et 2017, 304 pages, traduit de l'allemand par Eric Haeussler, Henri Rochais et André Metzger (1978) et par Éric Haeussler (2014), Préface de Hans Kung de 2012 dans l’édition de 2014 (Seuil, Points Sagesse,  (ISBN 978-2-7578-6963-5) (Titre original Jesus, Piper Verlag)
- Dieu existe-t-il ?, trad. fr. Paris 1981 et Dieu existe-t-il ? - Réponse à la question de Dieu dans les temps modernes (trad. Jean-Louis Schlegel et Justus Walter), Paris, Le Seuil, coll.Points Sagesse, 2017, 1228 p. (ISBN 978-2-7578-6590-3). (Traduction de "Existiert Gott ? : Antwort auf die Gottesfrage der Neuzeit" éd. Piper septembre 1978 )
- Jésus en débat : dialogue entre Hans Küng et Pinchas Lapido, Invitation au débat par Joseph Doré, Paris, Beauchesne 1979
- Le dossier Küng : documentation sur les efforts faits par la Congrégation Pour La Doctrine De La Foi et la Conférence épiscopale allemande pour parvenir à un éclaircissement objectif des opinions controversées du professeur Küng (Tübingen), Paris éd. Fayard coll. Communio, 1980,  (ISBN 2-213-00880-9)
- L'Église assurée dans la vérité ? trad. par Charles Chauvin, Paris éd. du Seuil 1980, 94 p.(Titre original : "Kirche, Gehalten in der Wahrheit ?" )
- Le judaïsme,  trad. fr. Paris, Ed. du Seuil, 1980, 1995, 952 pages,  (ISBN 2-02-020189-5) (Traduction de : Das Judentum)
- Marie dans les Églises, sous la direction de Hans Küng et Jürgen Moltmann, Paris, Beauchesne, 1983
- Vie éternelle (Trad. de : "Ewiges Leben?" 1982), trad. fr. Henri Rochais, Paris, Le Seuil, 1985, 353 p.,  (ISBN 2-02-008604-2) .
- Le christianisme et les religions du monde : islam, hindouisme, bouddhisme, (dir). Paris, Ed. du Seuil, 1986
- Le christianisme parmi les religions du monde, sous la direction de Hans Küng et Jürgen Moltmann, Paris, Beauchesne 1986
- Pourquoi suis-je toujours chrétien ?, Paris, Ed. du Centurion, 1988,  (ISBN 2-227-30029-9) (Trad. de: "Woran man sich halten kann",)
- Une théologie pour le 3e millénaire : pour un nouveau départ oecuménique,  Paris, Ed. du Seuil, 1989,  (ISBN 2-02-010925-5) (Trad. de : "Theologie im Aufbruch, eine ökumenische Grundlegung")
- Qu'est-ce que l'Église ?, Éditions du Cerf, collection « Foi Vivante », 1990.
- L'éthique des grandes religions et les droits de l'homme, sous la direction de Hans Küng et Jürgen Moltmann, Paris, Beauchesne 1990
- Garder espoir. Écrits sur la réforme de l’Église, trad. fr. Francis Piquerez, Éditions du Cerf, collection « Théologies », 1991 (Titre original :  Die Hoffnung bexaren. Schriften zur Reform der Kirche, Benzinger, 1990)
- Christianisme et religion chinoise, avec Julia Ching, mars 1991.
- Projet d'éthique planétaire. La paix mondiale par la paix entre les religions, traduit de l'allemand par Joseph Feisthauer, Paris, Le Seuil, octobre 1991, 247 p. ,  (ISBN 2-02-012777-6). (Tire original : Projekt Weltethos),
- Le fondamentalisme dans les religions et les droits de l'homme, sous la direction de Hans Küng et Jürgen Moltmann, Paris, Beauchesne 1992
- Petite introduction à la théologie, 1994 (non traduit ?)
- L'Islam. Un défi pour le christianisme. Sous la direction de Hans Küng et Jürgen Moltmann, Paris, Beauchesne 1994
- Credo. La confession de foi des apôtres expliquée aux hommes d'aujourd'hui,  trad. par Joseph Feisthauer, Ed. du Seuil, 1996, rééd. Coll. “Points Sagesse”, 2016, 272 pages,  (ISBN 9782757862193) ( Titre original : “Credo : Das apostolishe glaubensbekennstis - Zeitgenossen  erklärt”)
- Le Christianisme. Ce qu'il est et ce qu'il est devenu dans l'histoire, trad.fr. par Joseph Feisthauer, Paris, Ed. du Seuil, 1999, 1214 pages,  (ISBN 2-02-025799-8) (Titre original : Das Christentum. Wesen und Geschichte, Piper, 1994).
- Kleine Geschichte der katholischen Kirche, Berliner Taschenbuch Verlag, 2001
- Die Frau in Christentum, Piper, 2001
- Petit Traité du commencement de toutes choses [« Der Anfang aller Dinge »] (trad. de l'allemand par Jean-Louis Schlegel), Paris, Le Seuil, 2005 et 2008, 275 p. (ISBN 978-2-02-088420-4)
- Mon combat pour la liberté. Mémoires I, Trad. fr. de Monika Thoma-Petit, Paris, Le Cerf, coll. Théologies, 2006 (en coédition avec les Ed. Novalis au Canada), 576 p.,  (ISBN 2-204-08277-5). (Titre original Erkämpfte Freiheit. Erinnerungen, Piper, 2002)
- Une vérité contestée. Mémoires II - 1968-1980, traduction française par Jean Pierre Bagot, Paris, Le Cerf, collection 'L'histoire à vif", en collaboration avec les Ed. Novalis (Montréal), 2010, 731 pages,  (ISBN 9782896461660) (Titre original : Umstrittene Wahrheit Erinnerung, Piper Verlag GmbH, Munich 2007)
- L'islam, Paris, Le Cerf, collection « Patrimoine », 2010.
- Les religions au service de la paix, Éditions du Cerf-Novalis, 2010
- Faire confiance à la vie, Paris, Le Seuil, 2010 et collection Points, 2016, 384 p.,  (ISBN 9782757857250) (Titre original : Was ich glaube, Piper, 2009)
- Peut-on encore sauver l’Église ?, par Eric Haeussler, Paris, Le Seuil, 2012, 249 p.  (ISBN 978-2-02-106149-9) et Points, 2018, 320 pages (Titre original : Ist die Kirche noch zu retten ? Piper 2011)
- La Mort heureuse (trad. de l'allemand par Jean-Louis Schlegel), Paris, Le Seuil, 2015, 144 p. (ISBN 978-2-02-123622-4).

## Titres et récompenses
- Hans Küng est membre d'honneur du Club de Budapest, dont il a reçu, en 2001 le Prix Conscience Planétaire pour ses réalisations favorisant le dialogue interreligieux dans le monde entier[27].
- Il reçoit le Prix Niwano de la paix en 2005.
- Il est docteur honoris causa de l'Université de Cambridge, de l'Université de Glasgow, de l'Université de Toronto, de l'Université du Pays de Galles et de l'Université Loyola de Chicago.